# Turn! Turn! Turn!
Albums de The Byrds
Mr. Tambourine Man
(1965) Fifth Dimension
(1966)
Singles
1. Turn! Turn! Turn!
Sortie : 1er octobre 1965, écrite par Pete Seeger.
2. Set You Free This Time
Sortie : 10 janvier 1966

Turn! Turn! Turn! est le second album du groupe américain The Byrds, paru en 1965. Gene Clark quitta le groupe peu après sa sortie.

## Titres

### Album original
| 1. | Turn! Turn! Turn! (To Everything There Is a Season) | Ecclésiaste, Pete Seeger  | 3:49 |
| 2. | It Won't Be Wrong                                   | Jim McGuinn, Harvey Gerst | 1:58 |
| 3. | Set You Free This Time                              | Gene Clark                | 2:49 |
| 4. | Lay Down Your Weary Tune                            | Bob Dylan                 | 3:30 |
| 5. | He Was a Friend of Mine                             | trad. arr. Jim McGuinn    | 2:30 |

| 6.  | The World Turns All Around Her | Gene Clark                | 2:13 |
| 7.  | Satisfied Mind                 | Red Hayes, Jack Rhodes    | 2:26 |
| 8.  | If You're Gone                 | Gene Clark                | 2:45 |
| 9.  | The Times They Are a-Changin'  | Bob Dylan                 | 2:18 |
| 10. | Wait and See                   | Jim McGuinn, David Crosby | 2:19 |
| 11. | Oh! Susannah                   | Stephen Foster            | 3:03 |

### Rééditions
La réédition CD parue en 1996 inclut sept titres bonus :
| 12. | The Day Walk (Never Before)                      | Gene Clark   | 3:00 |
| 13. | She Don’t Care About Time (version single)       | Gene Clark   | 2:29 |
| 14. | The Times They Are a-Changin’ (première version) | Bob Dylan    | 1:54 |
| 15. | It's All Over Now, Baby Blue (version 1)         | Bob Dylan    | 3:03 |
| 16. | She Don’t Care About Time (version 1)            | Gene Clark   | 2:35 |
| 17. | The World Turns All Around Her (mix alternatif)  | Gene Clark   | 2:12 |
| 18. | Stranger in a Strange Land (instrumental)        | David Crosby | 3:04 |

## Musiciens
- Jim McGuinn : chant, guitare solo
- Gene Clark : chant, tambourin, harmonica
- David Crosby : guitare, chant
- Chris Hillman : basse, chant
- Michael Clarke : batterie